# Actium barbatum
Actium barbatum är en skalbaggsart som beskrevs av Albert A. Grigarick och Schuster 1971. Actium barbatum ingår i släktet Actium och familjen kortvingar. Inga underarter finns listade i Catalogue of Life.